# 5667 Nakhimovskaya
5667 Nakhimovskaya eller 1983 QH1 är en asteroid i huvudbältet som upptäcktes den 16 augusti 1983 av den ryska astronomen Tamara Smirnova vid Krims astrofysiska observatorium på Krim. Den har fått sitt namn efter den ryske amiralen Pavel Nachimov.
Asteroiden har en diameter på ungefär 4 kilometer och den tillhör asteroidgruppen Flora.